# Rost Andrea
Rost Andrea (Budapest, 1962. június 15. –) Kossuth-, Prima Primissima és Liszt Ferenc-díjas magyar operaénekes (szoprán), érdemes művész, a Halhatatlanok Társulatának örökös tagja. Nemzetközi pályáját Riccardo Muti indította el, aki 1994-ben meghívta a milánói Scalába.
Eddig 38 alkalommal énekelt a New York-i Metropolitan Opera színpadán. Partnere volt Luciano Pavarotti, Plácido Domingo, José Carreras, José Cura, Roberto Alagna és Leo Nucci.

## Életpályája
Zenei tanulmányait a budapesti Liszt Ferenc Zeneművészeti Főiskolán végezte Ónody Márta, majd Bende Zsolt növendékeként. Még főiskolás volt, amikor 1989-ben a budapesti Operaház ösztöndíjasaként elénekelte Gulyás Dénes rendezésében Júlia szerepét Gounod Rómeó és Júlia című operájában.

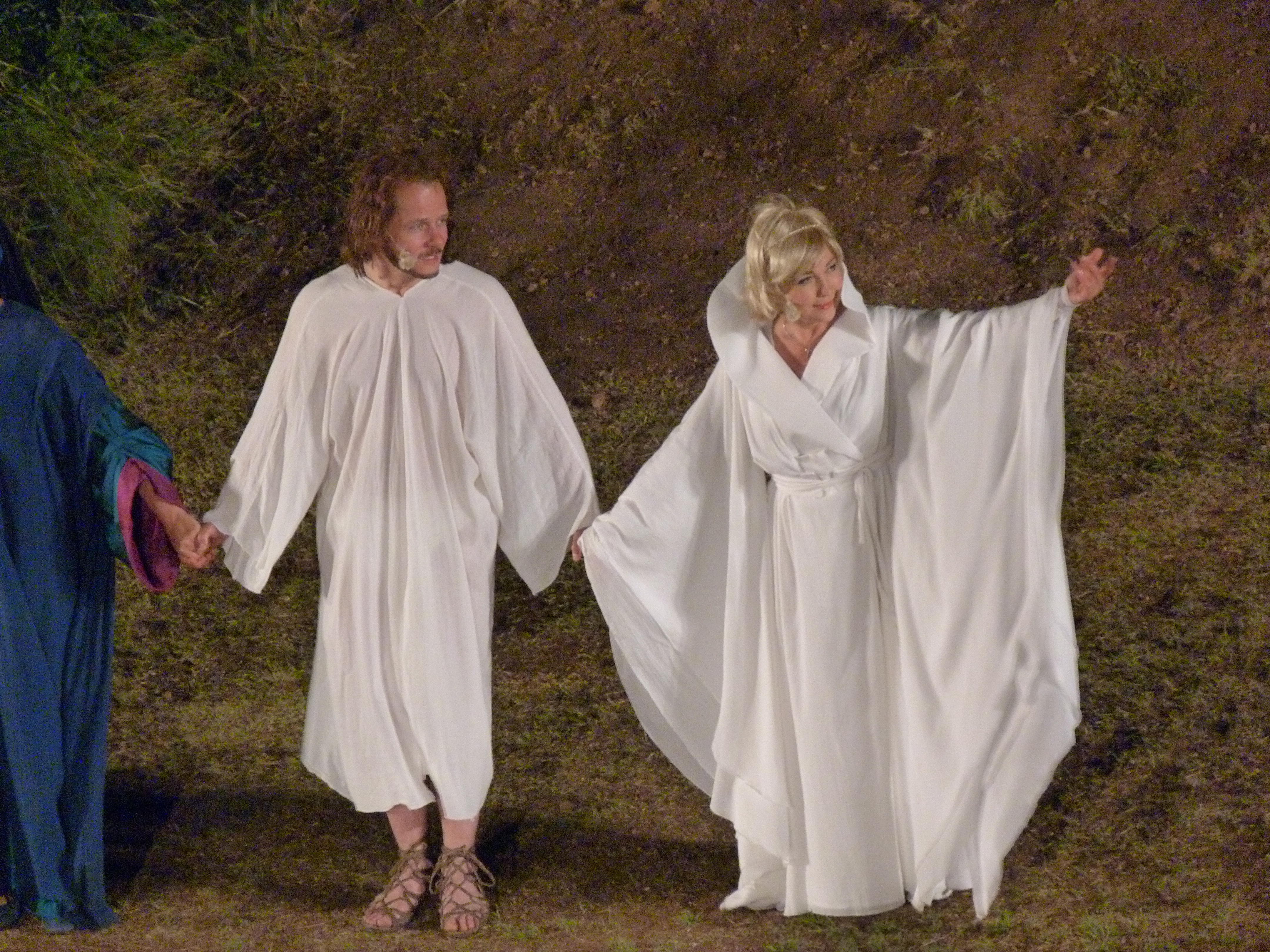
Rost Andrea a Budaörsi Passió premierjén, 2012-ben

Két évvel később, a bécsi Staatsoper magánénekese lett, ahol sok fontos szerepben bemutatkozhatott: Zerlinán, Adinán és Susannán keresztül Lammermoori Luciáig. Violetta szerepében kiemelkedő alakítást nyújtott, és még számos más koncerten is hallhatta őt a bécsi közönség. A milánói Scala 1994-es Rigoletto-bemutatóján – melyre Riccardo Muti hívta meg –, átütő nemzetközi sikert aratott, s azóta a Scala állandó visszatérő vendége. 1995-ben, a Scala évadnyitó Varázsfuvola premierjén már ünnepelt sztárként lépett színpadra. Milánóban Mozart Figaro házasságának Susannáját, majd Verdi Traviatájának Violettáját alakította.
A Salzburgi Ünnepi Játékokon számos produkcióban lépett közönség elé, így a Sólyom (Richard Strauss: Az árnyék nélküli asszony, Solti György), Drusilla (Monteverdi: Poppea megkoronázása, Nikolaus Harnoncourt), Violetta (Verdi: Traviata, Riccardo Muti), valamint Xenia szerepében (Muszorgszkij: Borisz Godunov, Claudio Abbado). A párizsi Bastille Operában Susannát, Gildát, Luciát és Offenbach Hoffmann meséiben Antoniát alakította.
A londoni Royal Opera House-ban Susannaként debütált, majd Violettát énekelte nagy sikerrel. Koncertszerű előadásban énekelte el Donizetti: Elisabeth című operájának címszerepét, amely egyben világpremier is volt. Később Donizetti Lammermoori Lucia című operájának premierjén énekelte a címszerepet. A madridi Teatro Real meghívására Poulenc A karmeliták beszélgetései című operájában énekelte Blanche szerepét 2006-ban.
Amerikában a chicagói Lyric Operában több ízben is vendégszerepelt, ahol Zerlinát, Gildát, Violettát, Giuliettát (Bellini: I Capuletti e i Montecchi) és Micaëlát énekelt. A New York-i Metropolitan Operában először 1996-ban lépett a közönség elé Adina szerepében, a Szerelmi bájitalban, később ugyanitt Gildát, Luciát és Violettát énekelte; legutóbb 2006-ban Mozart Figaro házasságában énekelte Susanna szerepét a városban. A washingtoni operaházban (John F. Kennedy Előadóművészeti Központ) elénekelte Antonia szerepét, s ugyanebben a produkcióban lépett a Los Angeles-i közönség elé. 2002 márciusában – szintén Los Angelesben – Pamina szerepében volt hallható, majd ugyanebben 2005-ben Washingtonban. A tokiói New National Opera és számtalan nemzetközi operagála gyakori meghívott művésze.
A budapesti Operaházban kedvenc szerepeiben (Gilda, Violetta) lépett többször a hazai közönség elé.
2012-ben fellépett a Budaörsi Passió premierjén.

## Magánélete
Első férje, Harazdy Miklós zongoraművész volt. Közös gyermekeik Eszter és Máté.
Második férje, Theo Ligthart holland képzőművész volt, akivel 2005 nyarán, az Operaházban keltek egybe. A házaspár különvált.
Második válását követően egy orvossal kezdett új kapcsolatot, addigi budaörsi lakhelyét elhagyva Solymárra költözött.

## Színpadi szerepei
A Színházi adattárban regisztrált bemutatóinak száma: 19.
- Adina (Donizetti: Szerelmi bájital)
- Antonia (Offenbach: Hoffmann meséi)
- A sólyom (R. Strauss: Az árnyék nélküli asszony)
- Blanche (Francis Poulenc: A karmeliták dialógusa)
- Címszerep (Richard Strauss: Daphne)[10]
- Desdemona (Giuseppe Verdi: Otello)
- Drussilla (Monteverdi: Poppea megkoronázása)
- Donna Anna (W. A. Mozart: Don Giovanni)
- Euridike (Gluck: Orfeusz és Euridiké)
- Gilda (Verdi: Rigoletto)
- Grófnő (W. A. Mozart: Figaro házassága)
- Júlia (Bellini: Rómeó és Júlia)
- Júlia (Gounod: Rómeó és Júlia)
- Liù (Giacomo Puccini: Turandot)
- Lucia (Donizetti: Lammermoori Lucia)
- Melinda (Erkel Ferenc: Bánk bán)
- Micaëla (Georges Bizet: Carmen)
- Mimi (Giacomo Puccini: Bohémélet)
- Modistin (R. Strauss: A rózsalovag)
- Nanetta (Verdi: Falstaff)
- Norina (Donizetti: Don Pasquale)
- Pamina (Mozart: A varázsfuvola)
- Rosalinde (ifj. Johann Strauss: A denevér)
- Rosina (Rossini: A sevillai borbély)
- Sifare (Mozart: Mitridate, Pontus királya)
- Susanna (Mozart: Figaro házassága)
- Violetta (Verdi: Traviata)
- Xenia (Muszorgszkij: Borisz Godunov)
- Zerlina (Mozart: Don Giovanni)

## Felvételei
- Operamesék 2. rész
- Operamesék 3. rész
- W. A. Mozart: Figaro házassága (CD, Deutsche Grammophon, 1994)
- Leoš Janáček: A holtak házából (VHS, Deutsche Grammophon, 1994)
- Gustav Mahler: 8. Szimfónia Esz-dúr (Ezrek szimfóniája) (CD, Deutsche Grammophon, 1995)
- Giuseppe Verdi: Rigoletto (CD, Sony Classical, 1995)
- Felix Mendelssohn Bartholdy: Elias (Elijah) op.70 (CD, EMI Classics, 1996)
- Andrea Rost: Le delizie dell'amor (CD, Sony Classical, 1997)
- Rost Andrea & Szörényi Levente: Mindig Veled (CD, Sony, 1998)
- Gaetano Donizetti: Lammermoori Lucia (CD, Sony Classical, 1998)
- Rost Andrea Mozart áriákat énekel (VHS, DunaTV)
- A Tribute to Operetta – Világsztárok operett-gálája (CD, Deutsche Grammophon, 1999)
- Amore II (CD, Sony Classical, 2000)
- Wolfgang Amadeus Mozart: Don Giovanni (DVD, Arthaus Musik, 2000)
- Stars & Strauss (CD, Koch Int'l Classics, 2000)
- Johann Strauss Gála (DVD, Arthaus Musik, 2000)
- Escape Through Opera – World's Best Collection of Opera (CD, Sony Classical, 2001)
- Berlini Filharmonikusok Szilveszteri Koncertje (DVD, 2001)
- Verdi Gála – Berlinből (DVD, Image Entertainment, 2002)
- Richard Strauss: Az árnyék nélküli asszony (DVD, Decca, 2000)
- Erkel Ferenc: Bánk bán (CD, DVD, Warner Music Hungary, 2003)
- Gaetano Donizetti: Lammermoori Lucia (CD, Sony, 2004 → 1998-as felvétel)
- Andrea Rost – …che cosa è amor… [Mozart áriák] (CD, Warner Classic, 2004)
- Rost Andrea: Karácsonyi koncert (CD, 2005)
- Felix Mendelssohn-Bartholdy: Elias (Elijah) op.70 (CD, EMI Classics, 2006 → 1996-os felvétel)
- Andrea Rost Sings Walter Jurmann (CD, 2006)
- Hungarian Songs (CD, Warner Music, 2008)
- Hans Christian Andersen: A kis hableány (CD, Kossuth Kiadó Zrt., 2014)

## Díjai
- Liszt Ferenc-díj (1997)
- Örökös Tag a Halhatatlanok Társulatában (1998)
- Érdemes művész (1999)
- Obersovszky-emlékplakett (2003)
- Prima Primissima díj (2003)
- Szolnok díszpolgára (2004)
- Kossuth-díj (2004)
- Special Achievement Award (2005)
- Bartók Béla-emlékdíj (2006)
- Csepel díszpolgára (2010)[11]
- Székely Mihály-emlékplakett (2011)
- Budapest díszpolgára (2014)[12]
- Budaörs díszpolgára[13]
- A Magyar Érdemrend középkeresztje (2018)[14]
- Bartók–Pásztory-díj (2021)[15]